# Штанєв Яків Іванович
Штанєв Яків Іванович (1916-1998) — Герой Радянського Союзу.

## Життєпис
Учасник бойових дій на фінському фронті, на озері Хасан. У роки німецько-радянської війни здійснив 273 бойових вильоти. Тричі тяжко поранений. Брав участь у визволенні Дніпропетровська.

## Нагороди та відзнаки
- орден Червоної Зірки
- 3 ордена Червоного Прапора
- 2 ордена Вітчизняної війни
- «Почесний громадянин м. Дніпропетровськ» (1993)